# Consolat General del Japó a Barcelona

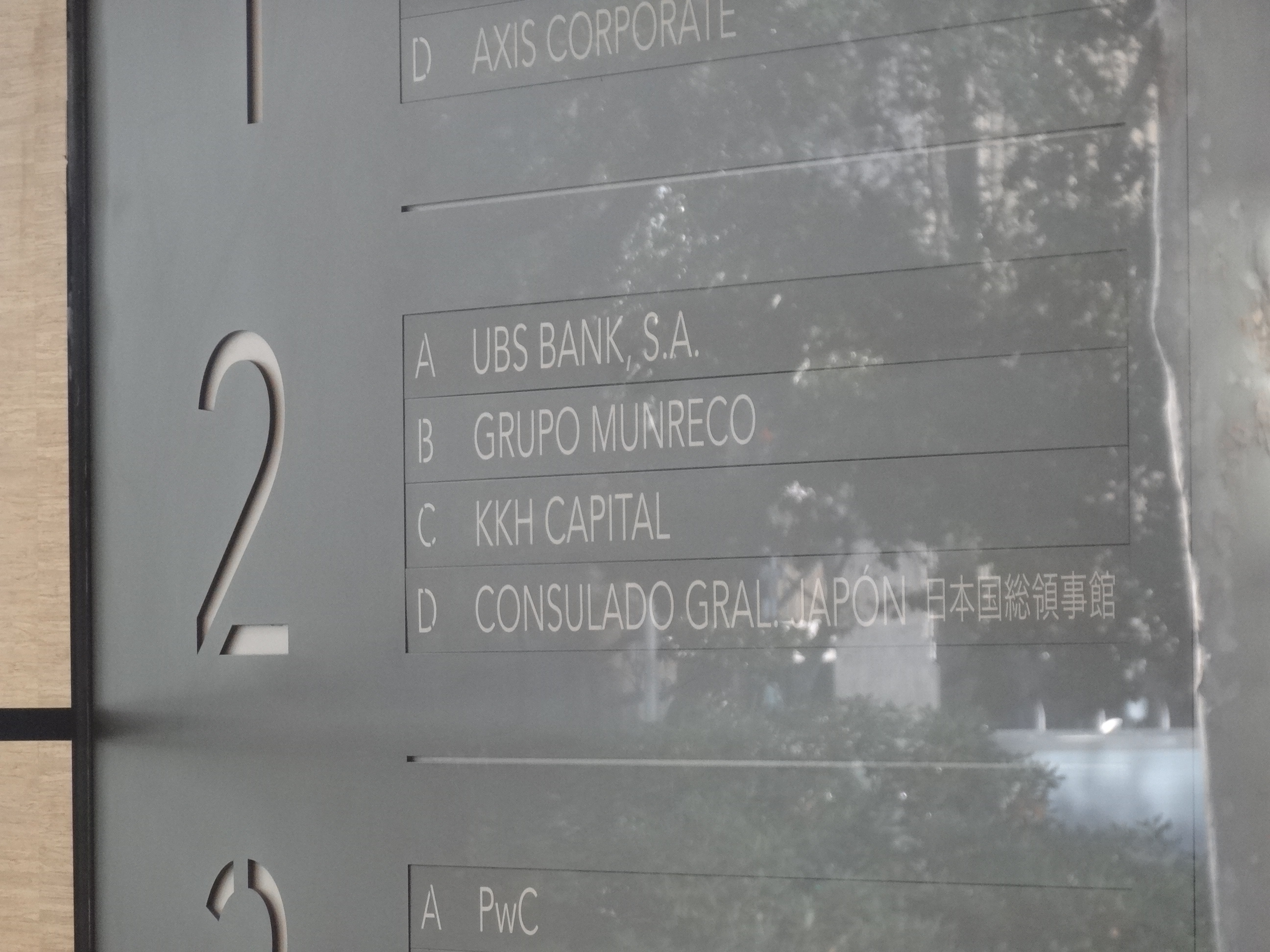
Una placa que indica el Consolat General del Japó

El Consolat General del Japó a Barcelona es va establir el 1987, l'adreça de la qual és Avinguda Diagonal, 640, Segona Planta D.
D'ençà del 27 de juliol de 2020, el cònsol general és Yasushi Sato.
El consolat estén la seva jurisdicció sobre Catalunya, Illes Balears i Valencià.

## Suport i patrocini
- Concursos d'Oratòria en Japonès a Barcelona, que se celebren anualment[4]
- Festival Matsuri Barcelona[5]